# 카나페

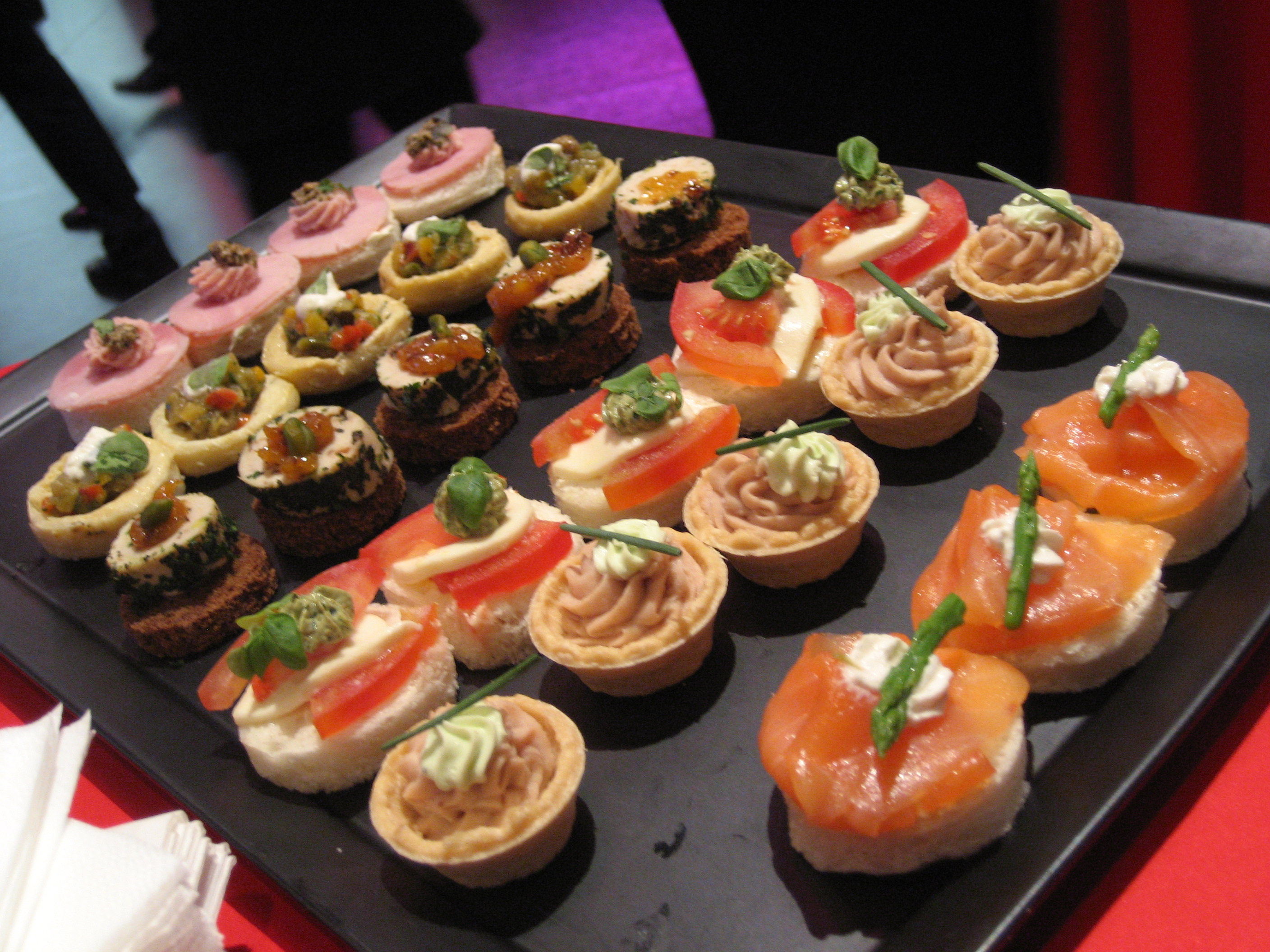
카나페

카나페(프랑스어: canapé)는 손가락으로 집어 한 입에 먹을 수 있는 작은 요리이다. 카나페는 핑거 푸드로 분류되고 있다. 하지만 모든 핑거 푸드가 카나페인 것은 아니다.
카나페는 에피타이저 용 음식으로 주로 먹는다. 간단한 식사 대용으로 즐겨 먹는다. 종종 칵테일이 나오는 시간에 곁들어져 나온다. 이 경우, 카나페는 짜거나 양념이 많이 들어가 있는 것이 적당하다. 카나페를 먹는 사람들로 하여금 주류를 더 마시도록 하기 위해서이다.
소파처럼 생긴 식빵을 자른다고 해서 어원이 소파라는 뜻을 가진 단어인 'canapé'이다. 실제 유래된 곳은 프랑스이다.

## 기원
프랑스어로 소파를 뜻하는 단어이다.

## 조리법
재료나 조리법은 다양하다. 보통 크래커나 빵, 토스트, 퍼프 페이스트리의 작은 조각 위에 버터 같은 소스를 바르고, 고기, 치즈, 물고기, 캐비어, 푸아그라, 퓌레, 양상추 등을 얹어 만든다.
전통적으로, 카나페는 딱딱한 흰 빵 위에다 만들었다. (다른 종류의 것들도 "밑받침"으로 쓰일 수 있다.) 그런 다음, 커터나 나이프를 이용해 얇게 썰어 조각조각 잘라냈다. 자르는 모양은 원, 고리, 작대기, 삼각형 등 다양하다. 빵 조각은 튀기거나 볶거나 굽는다. 여기에 미리 준비한 음식을 올린다. 미리 준비한 음식을 섞어 짤주머니(pastry bag)에 넣고 짜주면서 밑받침 위에 얹기도 한다. 그런 다음 가니시를 얹는다. 보통 카나페는 카나페 전용 쟁반에 담겨 나오며, 작은 카나페 접시에 담아 먹는다.
기술적으로 보면 카나페는 밑받침(base) (빵이나 팬케이크 등), 스프레드, 고명 세 층으로 구성되어 있다. 스프레드로서는 보통 콤파운드 버터나 크림 치즈를 쓴다. 고명으로는 잘게 썬 야채서부터 양파, 허브, 캐비어, 서양송로 오일 등이 다양한 종류의 음식이 쓰인다. 햄, 치즈, 소시지, 훈제연어 등도 사용된다.

## 같이 보기
- 스뫼르고스보르드